# Candirejo (Bawang)
Candirejo is een bestuurslaag in het regentschap Batang van de provincie Midden-Java, Indonesië. Candirejo telt 2344 inwoners (volkstelling 2010).